# ACI (serie de televisión)
ACI: Alta capacidad intelectual (HPI: Haut potentiel intellectuel en francés), conocida como "Morgana: la detective genial" en Hispanoamérica, es una serie franco-belga estrenada en TF1 el 29 de abril de 2021, y en Lifetime (Latinoamérica) el 14 de febrero de 2022.

## Sinopsis
La serie sigue la historia de Morgane Álvaro (Audrey Fleurot) una empleada de la limpieza, separada y madre de varios hijos, que trabaja en labores de limpieza en una comisaría de policía de Lille. Con un cociente intelectual de 160, es contratada como consultora para investigar crímenes después de un incidente fortuito.

## Reparto y doblaje
| Actor original       | Personaje                                                                     | Actor de voz España  | Actor de voz México |
| -------------------- | ----------------------------------------------------------------------------- | -------------------- | ------------------- |
| Audrey Fleurot:      | Morgane Alvaro                                                                | Concha García Valero | Fernanda Ornelas    |
| Mehdi Nebbou:        | Adam Karadec                                                                  | Diego Polo           | Carlos Vázquez      |
| Bruno Sanches:       | Gilles Vandraud                                                               | Diego Polo           | Carlos Vázquez      |
| Marie Denarnaud:     | Céline Hazan                                                                  | Sarah Polo           | Lorrena Barrero     |
| Bérangère McNeese:   | Daphné Forestier                                                              |                      |                     |
| Cypriane Gardin:     | Théa Alvaro                                                                   |                      |                     |
| Noé Vandevoorde:     | Eliott Alvaro                                                                 |                      |                     |
| Clotilde Hesme:      | Roxane Ascher (temporada 2)                                                   |                      |                     |
| Jérémy Lewin:        | Thimothée Guichard (temporada 3)                                              |                      |                     |
| Rufus:               | Henri (episodios 1, 2, 3 y 5)                                                 |                      |                     |
| Cédric Chevalme :    | Ludovic Mulier (episodios 1, 7 y 8)                                           |                      |                     |
| Christopher Bayemi : | Doctor Bonnemain (episodios 1, 3, 4, 6, 7 y 8)                                |                      |                     |
| Akache Busiah :      | Ranir (episodios 1, 7 y 4)                                                    |                      |                     |
| Michèle Moretti :    | Agnès Álvaro (episodios 3, 4 y 6)                                             |                      |                     |
| Omar Mebrouk :       | Sofiane Karadec (episodios 6 y 8)                                             |                      |                     |
| Cédric Le Maoût :    | dependiente (temporada 1: episodio 3) y Jérôme (temporada 2: episodios 3 y 6) |                      |                     |
| Xavier Hosten:       | Romain (temporada 2: episodios 5 y 8)                                         |                      |                     |
| Patrick Chesnais:    | Serge Alvaro, padre de Morgane Alvaro (temporada 2: episodio 8)               |                      |                     |

## Episodios
| Temporada | Temporada | Episodios | Estreno             | Estreno en España     | Final                | Final en España        | Audiencia media | Audiencia media |
| Temporada | Temporada | Episodios | Estreno             | Estreno en España     | Final                | Final en España        | Espectadores    | Cuota           |
| --------- | --------- | --------- | ------------------- | --------------------- | -------------------- | ---------------------- | --------------- | --------------- |
|           | 1         | 8         | 29 de abril de 2021 | 20 de octubre de 2021 | 20 de mayo de 2021   | 1 de diciembre de 2021 | 1 557 000       | 13,6%           |
|           | 2         | 8         | 12 de mayo de 2022  | 8 de junio de 2022    | 16 de junio de 2022  | 27 de julio de 2022    | 1 113 000       | 10,8%           |
|           | 3         | 8         | 11 de mayo de 2023  | 13 de julio de 2023   | 29 de junio de 2023  | 24 de agosto de 2023   | 733 000         | 8,9%            |
|           | 4         | 8         | 16 de mayo de 2024  |                       | 3 de octubre de 2024 |                        |                 |                 |

### Primera temporada (2021)
| N.º en serie | N.º en temp. | Título                                             | Dirigido por   | Escrito por                                             | Fecha de emisión original | Código de prod. |
| ------------ | ------------ | -------------------------------------------------- | -------------- | ------------------------------------------------------- | ------------------------- | --------------- |
| 1            | 1            | «Vents d'ouest» «Viento del oeste»                 | Vincent Jamain | Alice Chegaray-Breugnot, Stéphane Carrié y Nicolas Jean | 29 de abril de 2021       | 1WAH01          |
| 2            | 2            | «Coutume Malgache» «Costumbre malgache»            | Vincent Jamain | Alice Chegaray-Breugnot, Stéphane Carrié y Nicolas Jean | 29 de abril de 2021       | 1WAH02          |
| 3            | 3            | «Colin-Maillard» «Venda en los ojos»               | Vincent Jamain | Alice Chegaray-Breugnot, Stéphane Carrié y Nicolas Jean | 6 de mayo de 2021         | 1WAH03          |
| 4            | 4            | «Phyllobates terribilis»                           | Vincent Jamain | Alice Chegaray-Breugnot, Stéphane Carrié y Nicolas Jean | 6 de mayo de 2021         | 1WAH04          |
| 5            | 5            | «Tel maître, tel chien» «De tal palo, tal astilla» | Laurent Tuel   | Alice Chegaray-Breugnot, Stéphane Carrié y Nicolas Jean | 13 de mayo de 2021        | 1WAH05          |
| 6            | 6            | «Hep et Soja» «Hepatitis y soja»                   | Laurent Tuel   | Alice Chegaray-Breugnot, Stéphane Carrié y Nicolas Jean | 13 de mayo de 2021        | 1WAH06          |
| 7            | 7            | «Cocktail Molotov» «Cóctel Molotov»                | Laurent Tuel   | Alice Chegaray-Breugnot, Stéphane Carrié y Nicolas Jean | 20 de mayo de 2021        | 1WAH07          |
| 8            | 8            | «Homme de peu de foi» «Hombre de poca fe»          | Laurent Tuel   | Alice Chegaray-Breugnot, Stéphane Carrié y Nicolas Jean | 20 de mayo de 2021        | 1WAH08          |

### Segunda temporada (2022)
| N.º en serie | N.º en temp. | Título                                             | Dirigido por            | Escrito por                                                 | Fecha de emisión original | Código de prod. |
| ------------ | ------------ | -------------------------------------------------- | ----------------------- | ----------------------------------------------------------- | ------------------------- | --------------- |
| 9            | 1            | «2300 calories» «2300 calorías»                    | Mona Achache            | Alice Chegaray-Breugnot, Stéphane Carrié y Nicolas Jean     | 12 de mayo de 2022        | 2WAH01          |
| 10           | 2            | «Chelou / Pas chelou» «Sospechoso / no sospechoso» | Mona Achache            | Alice Chegaray-Breugnot, Stéphane Carrié y Nicolas Jean     | 12 de mayo de 2022        | 2WAH02          |
| 11           | 3            | «Made in France»                                   | Vincent Jamain          | Alice Chegaray-Breugnot, Stéphane Carrié y Nicolas Jean     | 19 de mayo de 2022        | 2WAH03          |
| 12           | 4            | «Enfant de» «Hijo de»                              | Vincent Jamain          | Alice Chegaray-Breugnot, Stéphane Carrié y Nicolas Jean     | 19 de mayo de 2022        | 2WAH04          |
| 13           | 5            | «De mille feuk» «Brilla con luzh»                  | Jean-Christophe Delpias | Alice Chegaray-Breugnot, Stéphane Carrié y Nicolas Jean     | 26 de mayo de 2022        | 2WAH05          |
| 14           | 6            | «S comme Italie» «S de Italia»                     | Jean-Christophe Delpias | Alice Chegaray-Breugnot, Stéphane Carrié y Nicolas Jean     | 2 de junio de 2022        | 2WAH06          |
| 15           | 7            | «55 kilos»                                         | Djibril Glissant        | Alice Chegaray-Breugnot, Stéphane Carrié y Nicolas Jean     | 9 de junio de 2022        | 2WAH07          |
| 16           | 8            | «Sérendipité» «Serendipia»                         | Djibril Glissant        | Julien Anscutter, Stéphane Carrié y Alice Chegaray-Breugnot | 16 de junio de 2022       | 2WAH08          |

### Tercera temporada (2023)
| N.º en serie | N.º en temp. | Título                                  | Dirigido por     | Escrito por                                             | Fecha de emisión original | Código de prod. |
| ------------ | ------------ | --------------------------------------- | ---------------- | ------------------------------------------------------- | ------------------------- | --------------- |
| 17           | 1            | «Symétrie radiale» «Simetría radial»    | Mona Achache     | Alice Chegaray-Breugnot, Stéphane Carrié y Nicolas Jean | 11 de mayo de 2023        | 3WAH01          |
| 18           | 2            | «18 carats» «18 quilates»               | Mona Achache     | Alice Chegaray-Breugnot, Stéphane Carrié y Nicolas Jean | 18 de mayo de 2023        | 3WAH02          |
| 19           | 3            | «Décalage horaire» «Diferencia horaria» | Vincent Jamain   | Alice Chegaray-Breugnot, Stéphane Carrié y Nicolas Jean | 25 de mayo de 2023        | 3WAH03          |
| 20           | 4            | «Loi de Benford» «Ley de Benford»       | Vincent Jamain   | Alice Chegaray-Breugnot, Stéphane Carrié y Nicolas Jean | 1 de junio de 2023        | 3WAH04          |
| 21           | 5            | «Froid de canard» «¡Un frío que pela!»  | Vincent Jamain   | Alice Chegaray-Breugnot, Stéphane Carrié y Nicolas Jean | 8 de junio de 2023        | 3WAH05          |
| 22           | 6            | «Sonnant et trébuchant» «Vampiro»       | Djibril Glissant | Alice Chegaray-Breugnot, Stéphane Carrié y Nicolas Jean | 15 de junio de 2023       | 3WAH06          |
| 23           | 7            | «Tonnerre!» «¡Trueno!»                  | Djibril Glissant | David Robert                                            | 22 de junio de 2023       | 3WAH07          |
| 24           | 8            | «Kikeriki»                              | Djibril Glissant | Alice Chegaray-Breugnot, Stéphane Carrié y Nicolas Jean | 29 de junio de 2023       | 3WAH08          |

### Cuarta temporada (2024)
| N.º en serie | N.º en temp. | Título                               | Dirigido por | Escrito por | Fecha de emisión original | Código de prod. |
| ------------ | ------------ | ------------------------------------ | ------------ | ----------- | ------------------------- | --------------- |
| 25           | 1            | «Recto-Verso» «Doble vida»           | —            | —           | 16 de mayo de 2024        | 4WAH01          |
| 26           | 2            | «Iso 8601»                           | —            | —           | 23 de mayo de 2024        | 4WAH02          |
| 27           | 3            | «Penicillium Brevicaule»             | —            | —           | 30 de mayo de 2024        | 4WAH03          |
| 28           | 4            | «Cheval de Troie» «Caballo de Troya» | —            | —           | 6 de junio de 2024        | 4WAH04          |
| 29           | 5            | «L'effet râteau» «El efecto Rateau»  | —            | —           | 12 de septiembre de 2024  | 4WAH05          |
| 30           | 6            | «Coccinella septempunctata»          | —            | —           | 19 de septiembre de 2024  | 4WAH06          |
| 31           | 7            | «Mosaïque» «Mosaico»                 | —            | —           | 26 de septiembre de 2024  | 4WAH07          |
| 32           | 8            | «Ultraviolet» «Ultravioleta»         | —            | —           | 3 de octubre de 2024      | 4WAH08          |